# László Nagy (fotbollsspelare)
László Nagy, född 21 oktober 1949 i Buzsák, är en ungersk före detta fotbollsspelare.
Nagy blev olympisk guldmedaljör i fotboll vid sommarspelen 1968 i Mexico City.